# سبيد فريكس
سبيد فريكس (بالإنجليزية: Speed Freaks)‏، هي لعبة فيديو إيرلاندية، من تطوير شركة فونكوم النرويجية، ومن نشر سوني كمبيوتر إنترتنمنت، صدرت اللعبة في الأسواق سنة 1999، وتعمل حصراً على منصة بلاي ستيشن.